# Łazów (gmina)
Łazów (niem. Lohs) – dawna gmina wiejska istniejąca w latach 1945–1946 w woj. wrocławskim (dzisiejsze woj. dolnośląskie). Siedzibą władz gminy był Łazów (obecnie Łaz).
Gmina Łazów powstała po II wojnie światowej na terenie tzw. Ziem Odzyskanych (tzw. II okręg administracyjny – Dolny Śląsk). 28 czerwca 1946 gmina – jako jednostka administracyjna powiatu żarskiego – weszła w skład nowo utworzonego woj. wrocławskiego.
Według stanu z 28 czerwca 1946 gmina liczyła 2940 mieszkańców. Gminę zniesiono krótko po tym, a jej obszar połączono ze zniesionymi gminami Hrabiny i Leszczyna w nową gminę Olbrachtów.